# Aglaureion

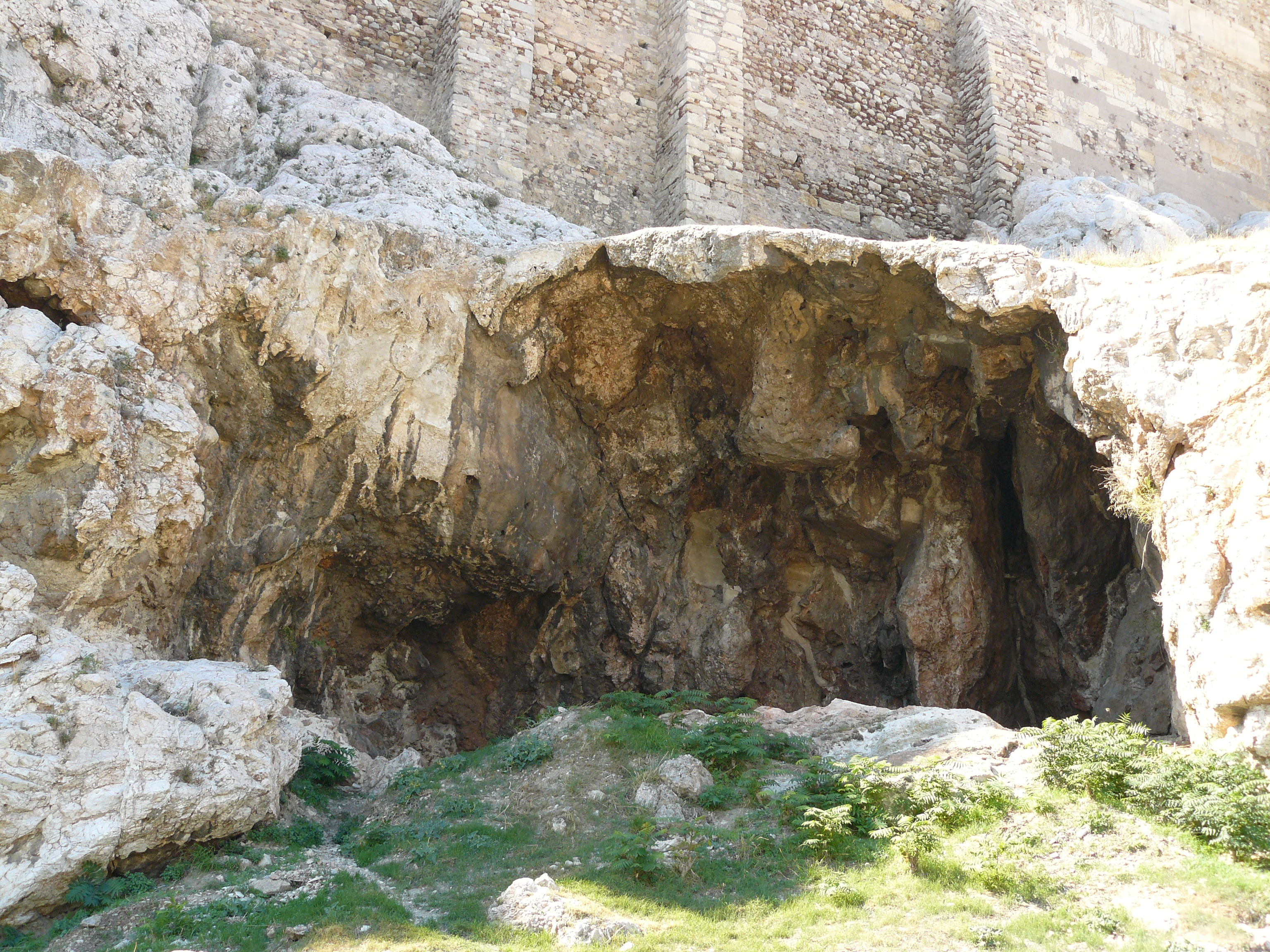
Höhle der Aglauros östlich der Akropolis

Das Aglaureion (griechisch Ἀγλαυρεῖον) oder Agrauleion (auch Aglaurion oder Agraulion) war ein Heiligtum von Aglauros, der Tochter des mythischen Königs Kekrops I. von Attika. Das Heiligtum lag am Peripatos, einem Weg unterhalb der Akropolis von Athen.

## Mykenische Quelle

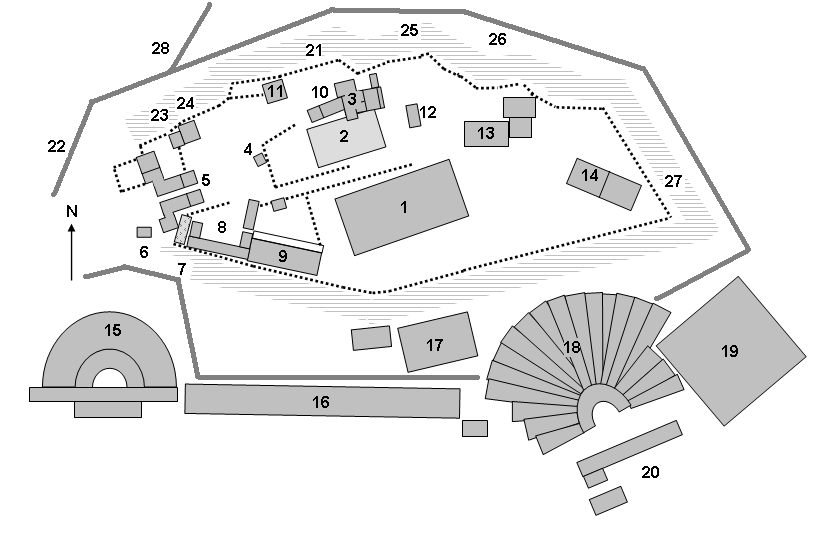
Lageplan des Aglaureion: 22 = Peripatos, 21 = Quelle aus mykenischer Zeit, 27 = Aglaureion

Lange Zeit vermutete man, dass eine Quelle aus Mykenischer Zeit, die sich in einer Höhle befindet und mit einem geheimen Zugang mit der Akropolis verbunden war, mit dem Heiligtum der Aglauros identisch sei. Dabei stützte man sich hauptsächlich auf die Überlieferung des Pausanias. Bei seinem Rundgang durch Athen beschreibt er zunächst das Theseion auf der Agora. Danach nennt er das Heiligtum der Dioskuren, das Anakion, welches direkt unterhalb des Aglaureion gelegen haben soll, dessen Standort man jedoch nicht kennt. Hier soll sich Aglauros selbst in den Tod gestürzt haben und die Perser sollen hier, am steilsten Aufstieg, 480 v. Chr. die Akropolis erklommen und erobert haben. Danach setzt Pausanias seinen Weg zum Prytaneion und dem Ptolemaion fort.

## Inschrift der Aglauros-Priesterin
1983 entdeckte der Archäologe Georgios Dontas eine Inschrift in einer Höhle östlich der Akropolis. Sie ist in die Amtszeit des Archon Eponymos Polyeuktos, in das Jahr 249/48 v. Chr. datiert und berichtet von der Amtseinführung der Priesterin Timokrite, Tochter von Polynikos von Aphidnai. In der Inschrift wird auch angegeben, dass die zugehörige Stele im Aglaureion aufgestellt werden solle. Diese Inschrift gilt als Indiz dafür, dass die östliche Höhle der Aglauros geweiht war. Auch die Angaben von Herodot scheinen dies zu bestätigen, denen zufolge die Perser die Felsen an der Vorderseite, dem Eingang zur Akropolis gegenüber, in der Nähe des Tempels der Aglauros erklommen. Dass er die Ostseite des Akropolisberges als Vorderseite bezeichnet, lässt vermuten, dass die Agora mit dem Prytaneion im Osten lag. Schon Ulrich Köhler hatte 1871 darauf hingewiesen, dass die Tholos nördlich der Akropolis nicht als Prytaneion, sondern Prytanikon bezeichnet wurde. Legt der Fund der Inschrift die Lokalisierung des Heiligtums nahe, so entfachte er zugleich die Diskussion um die Lage der Agora neu.

## Funktion
Einmal im Jahr feierten die Athener das Fest Aglauria (auch: Agraulia) zu Ehren der Aglauros. Wann dieser Feiertag war und wie er begangen wurde, ist nicht bekannt. Möglicherweise war dies der Tag, an dem die mündig gewordenen Jünglinge, die Epheben, vereidigt wurden. Überliefert ist, dass sie im Aglaureion schwören mussten, die Heimat zu verteidigen und die Gesetze zu achten.
Polyainos berichtet, dass Peisistratos einst plante, die Bürger zu entwaffnen. Deshalb ließ er alle mit Waffen beim Anakion, dem Heiligtum der Dioskuren, versammeln. Nun sprach er leise zu ihnen. Während die Athener angestrengt zuhörten, nahmen Peisistratos’ Anhänger die Waffen und trugen sie ins Aglaureion. Erst jetzt merkten die Bürger, dass sie ausgetrickst worden waren.